# Antonio Battaglia Avola
Antonio Battaglia Avola (Catania, 1811 – ...) è stato un avvocato e politico italiano.
Partecipa ai moti siciliani del 1848. Eletto per una sola legislatura si impegna contro i residuati della burocrazia borbonica nell'ex Regno delle Due Sicilie e per la stesura del primo codice civile proposto da Giuseppe Pisanelli.